# Jeune Fille sur fond de tapis persan
Jeune fille sur fond de tapis persan (en russe : Девочка на фоне персидского ковра) est un tableau du peintre russe Mikhaïl Vroubel.

## Descriptif
Le tableau est réalisé à l'huile sur toile en 1886. Ses dimensions sont de 104 × 680 cm.
Le personnage du tableau est une jeune adolescente, habillée d'une robe de satin rose, sur fond de tapis persan. Dans sa main elle tient une rose et devant elle est posée une dague, deux symboles traditionnels de l'amour et de la mort. Se doigts sont garnis de bagues.
Actuellement les couleurs de la peinture ses sont considérablement obscurcies. Cela vient de ce que Vroubel aimait travailler vite et n'hésitait pas à employer des vernis de retouches qui séchaient plus rapidement la surface de la toile.
Vroubel est attiré par les thèmes ornementaux complexes, les tissus, les dentelles. Il met au point une technique cristalline ou cristallique qui part de petites surfaces peintes les unes à côté des autres. Cette fascination pour la multiplicité ciselée renvoie à l'orientalisme de nombreux artistes peintres et écrivains du XIXe siècle (Stéphane Mallarmé, Théophile Gautier...) .